# Constituição (fragata)
Constituição foi uma fragata operada pela Armada Imperial Brasileira de 1826 a 1883. 

## História
Foi construída nos Estados Unidos. A quilha foi batida em 1825 e o lançamento ao mar ocorreu em 1826. Inicialmente, a fragata foi batizada de Isabel. Em 1827, Isabel participou da Guerra da Cisplatina, capturando um corsário argentino em certa ocasião. Em 1831, a fragata foi rebatizada para Constituição em homenagem à Carta Magna Brasileira. No ano de 1851, Constituição participou da interceptação da retirada das forças do caudilho uruguaio Oribe, durante a Guerra do Prata. Deu baixa do serviço ativo em 1883.